# Lijst van supernovae in de Melkweg
Deze lijst geeft een overzicht van alle supernovae in de Melkweg. Bij de meeste wordt het jaartal in de naam gegeven, zo niet, dan staat het eronder.
| Afbeelding | Naam                  | Sterrenbeeld  | Afstand (lichtjaar) | Magnitude |
| ---------- | --------------------- | ------------- | ------------------- | --------- |
|            | SN 185                | Centaur       | 9.100               | -7.5      |
|            | SN 386                | Boogschutter  | 14.300              | +1,5      |
|            | SN 393                | Schorpioen    | 30.000              | –0        |
|            | SN 1006               | Wolf          | 7.200               | -7,5      |
|            | SN 1054               | Stier         | 6.500               | -6        |
|            | SN 1181               | Cassiopeia    | 8.500               | 0         |
|            | SN 1572               | Cassiopeia    | 8.000               | -4        |
|            | SN 1604               | Slangendrager | 14.000              | -2,5      |
|            | Cas A ca. 1868        | Cassiopeia    | 11.000              | +5        |
|            | SNR G1.9+0.3 ca. 1868 | Boogschutter  | 25.000              | ?         |